# Fairplay VIII
Le Fairplay VIII est un remorqueur qui a été exploité par le Fairplay Schleppdampfschiffs-Reederei Richard Borchard GmbH jusqu'en 2009 et a ensuite été transféré en tant que navire traditionnel à la Fondation maritime de Hambourg. Le navire est amarré dans le Sandtorhafen dans la HafenCity Hambourg non loin de la Speicherstadt dans le port de Hambourg.

## Historique
Fairplay VIII a été construit en 1962 avec la coque numéro 89 au chantier naval Theodor Buschmann et a été principalement utilisé comme remorqueur  dans le port de Hambourg par la compagnie maritime de remorqueurs Fairplay Richard Borchard GmbH. Parfois, il était également utilisé comme bateau de sauvetage ou pour du transport maritime.
Étant donné que le Fairplay VIII ne répondait plus aux exigences de la navigation moderne, il a été déplacé à Wismar en 2002, où il a été utilisé jusqu'en mai 2009. 

### Préservation
Afin de conserver le remorqueur, qui est presque dans son état d'origine, la compagnie maritime a décidé de le transférer à la Fondation maritime de Hambourg. Le 2 juillet 2009, le navire a été remis après avoir été complètement révisé sur son chantier naval. Le Fairplay VIII est maintenu en état de marche par l'association Freunde des Schleppers FAIRPLAY VIII e.V. .

Après sa mise hors service en 1976, le marchand hambourgeois Wolfgang Friedrichsen l'a acheté et restauré entièrement. Il a légué son navire à la Fondation maritime de Hambourg. Le navire est de nouveau en service depuis 2007 après une longue restauration renouvelée en 2004-2006 et une clarification du statut d'opérateur. La Freunde des Fischewers Catarina (Les Amis de l'Association des pêcheurs de Catarina) s'occupent de l'entretien et de la maintenance au nom et en coopération avec la fondation.

## Galerie

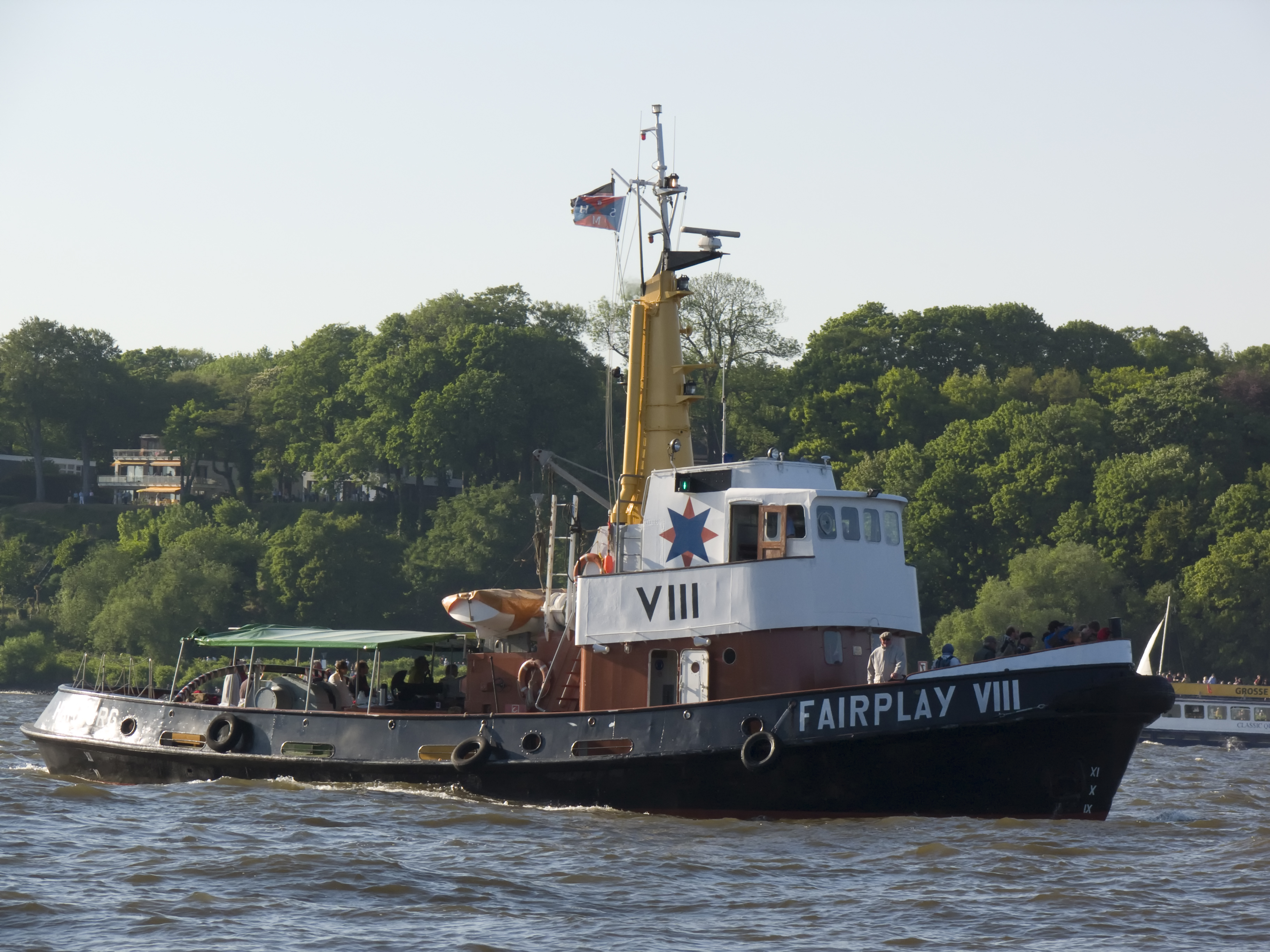
Fzirplay VII sur l'Elbe
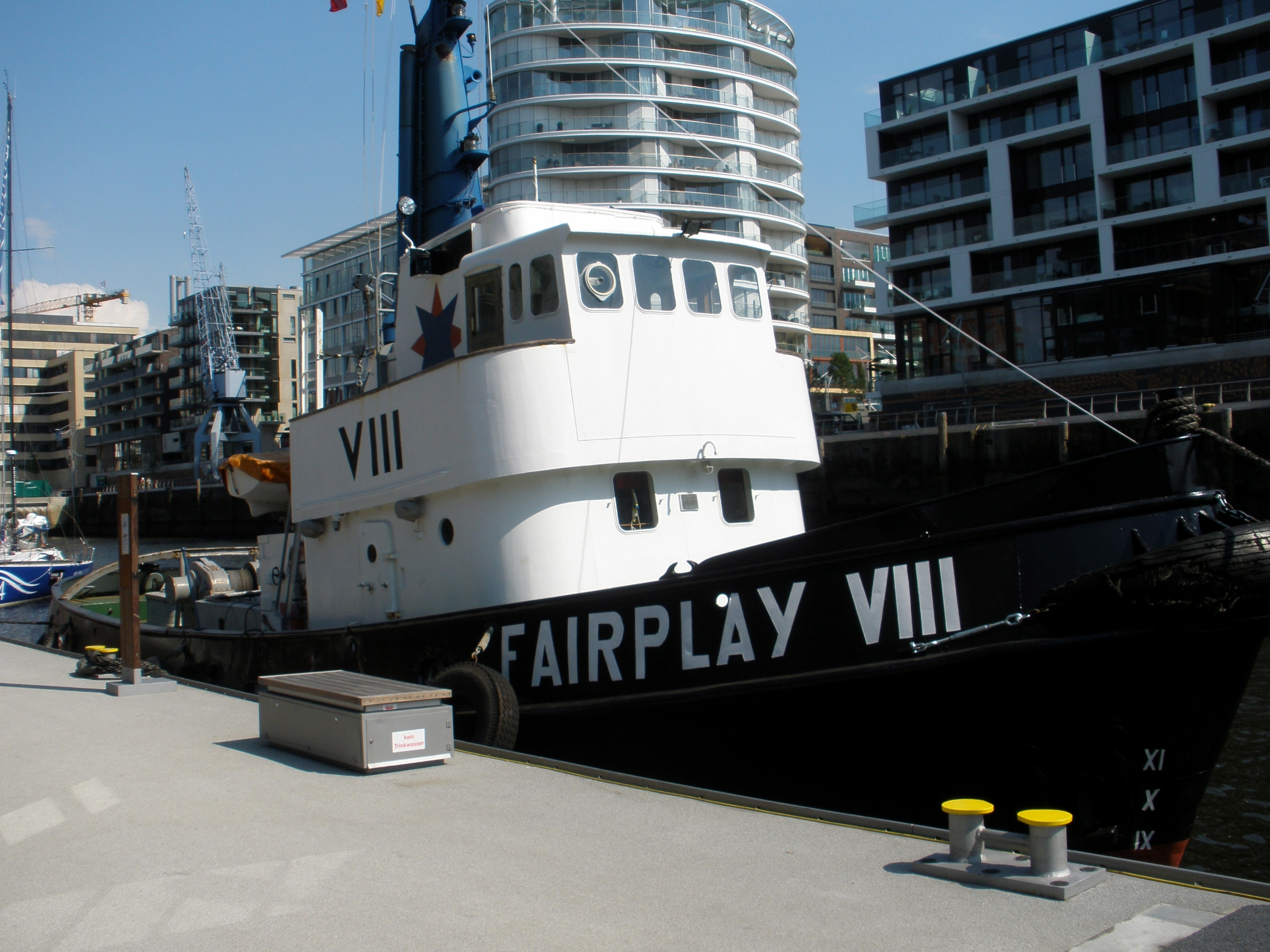
Fairplay VIII à quai
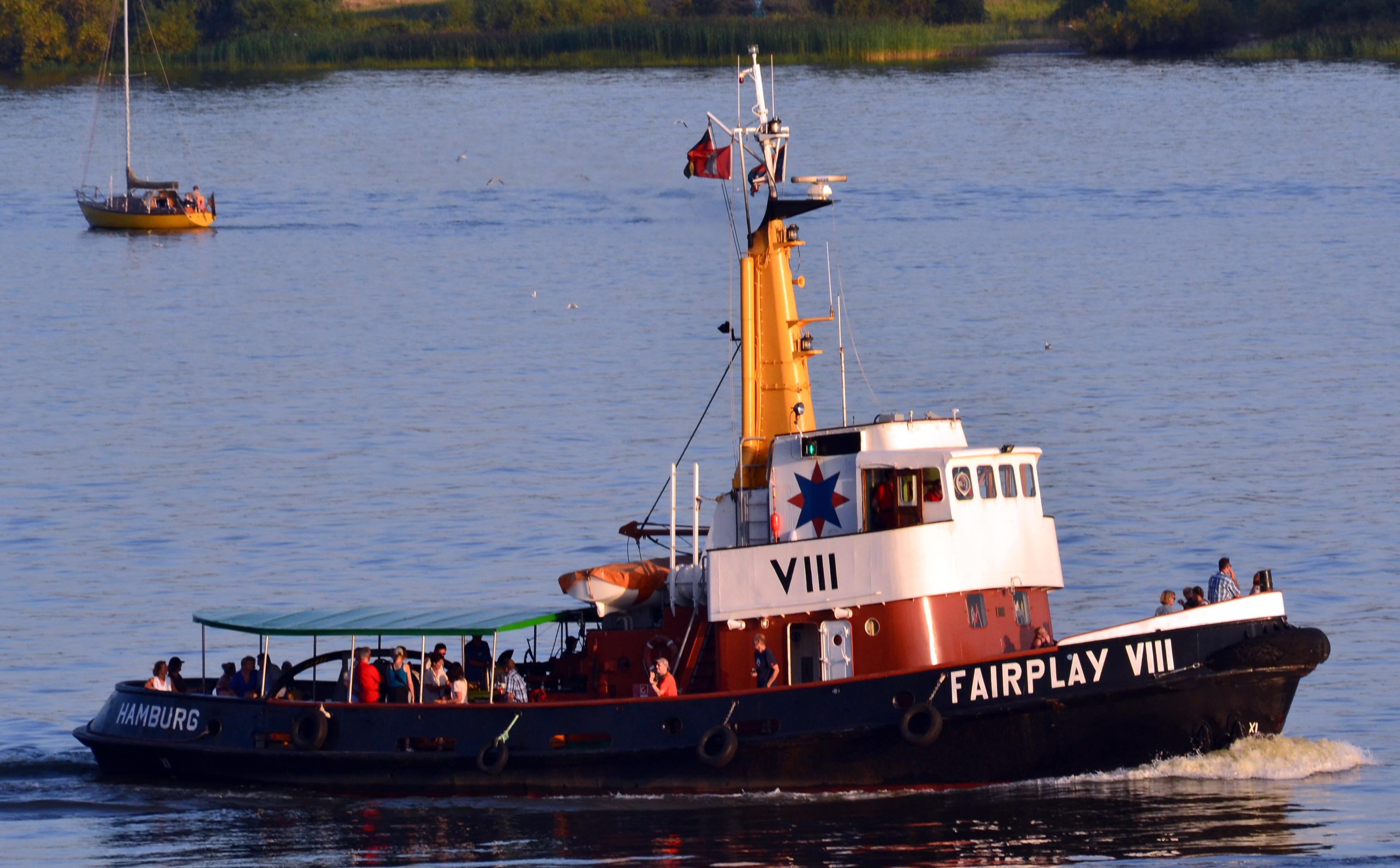